# 사이프 에이사
사이프 에이사(아랍어: سيف عيسى, Saif ʿĪsā, Seif Eissa, 1998년 6월 15일~)는 이집트의 태권도 선수이다. 2014년 하계 청소년 올림픽에서 동메달을 획득하였으며, 2020년 하계 올림픽에서 미들급 동메달을 획득했다.